# James Nnaji
James Ugochukwu Nnaji (* 14. August 2004 in Makurdi) ist ein nigerianischer Basketballspieler.

## Werdegang
Nnaji begann im Alter von zwölf Jahren mit dem Basketballsport und verließ im Alter von 14 Jahren sein Heimatland, um nach Ungarn zu wechseln. Dort wurde er in Pécs an der Basketballschule Rátgéber-Kosárlabda-Akadémia gefördert.
2020 holte der FC Barcelona den Nigerianer in seinen Nachwuchsbereich. Anfang Januar 2022 wurde er im Alter von 17 Jahren und vier Monaten erstmals in Barcelonas Profimannschaft in der Liga ACB eingesetzt und übertraf in der Begegnung die bisher in der höchsten spanischen Spielklasse bestehende Bestmarke für Spieler unter 18 Jahren bei geblockten gegnerischen Würfen und die höchste Effektivitätswertung des FC Barcelona in dieser Altersklasse. Nnaji erzielte in seinem ersten ACB-Einsatz zehn Punkte sowie jeweils fünf Blocks und Rebounds. 2023 wurde er mit der Mannschaft spanischer Meister.
Die Detroit Pistons wählten ihn beim Draftverfahren der National Basketball Association (NBA) im Juni 2023 an 31. Stelle aus. Im Juni 2024 musste er sich einem Eingriff an der Wirbelsäule unterziehen. Anfang August 2024 gab der spanische Erstligist Bàsquet Girona die Ausleihe des Nigerianers bekannt. Ende März 2025 trennten sich Nnaji und Bàsquet Girona, der FC Barcelona verlieh ihn an den türkischen Erstligisten Merkezefendi Belediyesi, um dort bis zum Ende der Saison 2024/25 zu spielen.